# Kärn-DNA
Kärn-DNA är det DNA som ingår i cellens kromosomer, vilka ingår i cellkärnan hos eukaryota organismer. Kärn-DNA kodar för majoriteten av genomet hos eukaryoter, och skiljer sig från cellens mitokondriella DNA och plastid-DNA, som finns utanför cellkärnan, i mitokondrierna respektive andra organeller, och kodar för resterande del av genomet.
Kärn-DNA består av autosomalt DNA, som bildas genom genetisk rekombination av moderns och faderns autosomala kromosomer, och därför följer Gregor Mendels ärftlighetslagar för autosomal nedärvning . I teorin innefattar kärn-DNA egentligen även somalt DNA i könskromosomerna, exempelvis människans Y-kromosom,  som ärvs patrilinjärt, och X-kromosomen. Emellertid brukar begreppet kärn-DNA ofta likställas med autosomalt DNA, exempelvis i släktforskningssammanhang.